# The Neutral Zone
"The Neutral Zone" é o vigésimo sexto e último episódio da primeira temporada da série de ficção científica estadunidense Star Trek: The Next Generation. Foi exibido pela primeira vez nos Estados Unidos por redifusão em 16 de maio de 1988, tendo sido dirigido por James L. Conway e escrito por Maurice Hurley a partir de uma história de Deborah McIntyre e Mona Clee. The Next Generation se passa no século XXIV e acompanha as aventuras da tripulação da nave estelar USS Enterprise-D. Neste episódio, postos na fronteira da Zona Neutra são destruídos e a Enterprise encontra humanos congelados crionicamente.
O roteiro de "The Neutral Zone" foi escrito por Hurley em um dia e meio para que ficasse pronto antes de uma greve do Sindicato dos Roteiristas. Isto forçou o abandono da ideia de um episódio em duas partes e a primeira aparição dos Borg, algo que ficou adiado para a segunda temporada. Este episódio marcou a primeira aparição dos romulanos em The Next Generation, com o maquiador Michael Westmore criando um novo visual para eles. O episódio teve bons números de audiência mas sua recepção pela crítica foi um tanto ambivalente, que criticou a natureza de dois enredos da história e a geral falta de ação.

## Enredo
A USS Enterprise descobre uma antiga cápsula da Terra, dentro da qual estão Clare Raymond, Ralph Offenhouse e  L. Q. Clemonds. Eles são oriundos do século XX e morreram de doenças incuráveis, tendo sido colocados em criogenia na esperança de curas sem encontradas no futuro. A doutora Beverly Crusher cura facilmente todos e os reanima. Eles lidam com o choque cultural de acordarem depois de quatro séculos e perceberam que tudo que conheciam não existe mais. Clemonds parece o que melhor está se adaptando, fazendo amizade com o tenente-comandante Data. Raymond fica consternada por ter perdido todos que conhecia, especialmente seus filhos, com a conselheira Deanna Troi sugerindo que ela procure por seus descendentes. Offenhouse fica irritado por não poder acessar notícias e outras informações, perturbando o capitão Jean-Luc Picard.
Enquanto isso, a Enterprise é enviada para a Zona Neutra romulana, pois vários postos da Federação dos Planetas Unidos perto da fronteira foram destruídos misteriosamente e suspeita-se de que os romulanos possam ser os responsáveis. Eles logo encontram uma ave de guerra romulana, com o comandante Tebok questionando o motivo da Enterprise estar se aproximando da Zona Neutra. Picard explica suas ações e os romulanos revelam que também tiveram postos destruídos do seu lado da Zona Neutra. Os dois lados concordam em compartilhar recursos para encontrarem o verdadeiro culpado, com Picard acreditando que a conversa foi positiva, apesar de achar que os romulanos ainda assim possam representar uma ameaça no futuro. Com as tensões reduzidas, Picard faz arranjos para que Raymond, Offenhouse e Clemonds finalmente retornem para a Terra.

## Produção

### Desenvolvimento
O roteirista e co-produtor executivo Maurice Hurley desenvolveu o roteiro de "The Neutral Zone" em apenas um dia e meio por causa de uma iminente greve do Sindicato dos Roteiristas, baseando-se em uma proposta de história por Deborah McIntyre e Mona Clee que fora comprada pela Paramount Television. Algumas ideias precisaram ser removidas do roteiro por conta da greve, incluindo a planejada primeira aparição dos Borg, algo que foi adiado até "Q Who" da segunda temporada. O plano era que "The Neutral Zone" fosse o primeiro episódio em duas partes de Star Trek: The Next Generation, mas por causa da greve não houve tempo para escrever a segunda parte então a história foi encurtada. O segundo episódio teria a USS Enterprise e os romulanos se unindo contra os Borg. O roteiro filmado era um primeiro rascunho que não pode ser alterado novamente por causa da greve, com o diretor James L. Conway comentando anos depois que "Se não tivesse havido greve, eu acho que teria sido um roteiro melhor". Este foi o segundo episódio de The Next Generation dirigido por Conway depois de "Justice", mas ele só retornaria para a série em "Frame of Mind" da sexta temporada.
O produtor executivo Gene Roddenberry, o criador de The Next Generation, tinha escrito no guia de roteiristas e diretores da série antes do início da primeira temporada que uma das principais regras para a série seria: "Nenhuma história de guerra com os klingons e romulanos e nenhuma história com vulcanos. Estamos determinados em não nos copiar e acreditamos que devem existir outros alienígenas interessantes em uma galáxia cheia com bilhões de estrelas e planetas". Os ferengis tinham sido desenvolvidos como os vilões principais de The Next Generation, mas foram considerados pela equipe de produção um fracasso como tal, assim os romulanos tornaram-se os novos vilões principais durante os primeiros anos da série. Isto além dos Borg, que foram originalmente desenvolvidos como alienígenas insetoides mas acabaram se transformando em ciborgues quando finalmente apareceram em "Q Who". "The Neutral Zone" foi a primeira aparição dos romulanos na série, porém já tinham sido mencionados em "Angel One" e "Heart of Glory". Este foi o último episódio produzido na primeira temporada, com a produção terminando dez meses depois de começar em "Encounter at Farpoint".

### Elenco e romulanos
"The Neutral Zone" tem a pequena participação de Susan Sackett, assistente de produção de Roddenberry, como uma oficial de ciências. Sua aparição foi o resultado de ter vencido uma aposta sobre sua perda de peso. Ela depois disso escreveria dois episódios de The Next Generation junto com Fred Bronson: "Ménage a Troi" e "The Game". O ator Peter Mark Richman apareceu como Ralph Offenhouse e Leon Rippy interpretou L. Q. Clemonds, este último tendo anteriormente trabalhado com Jonathan Frakes, o intérprete do comandante William Riker, na minissérie North and South. Marc Alaimo fez sua segunda aparição em The Next Generation como o comandante romulano Tebok, tendo antes interpretado o líder anticano em "Lonely Among Us" sem ser creditado; ele retornaria em "The Wounded" da quarta temporada como o cardassiano Gul Macet e depois em "Time's Arrow" como Frederick LaRouque, em seguida conseguindo o papel recorrente de outro cardassiano, Gul Dukat, em Star Trek: Deep Space Nine.
O supervisor de maquiagem Michael Westmore desenvolveu uma nova aparência para os romulanos neste episódio, necessariamente levando em consideração os conceitos introduzidos nos episódios "Balance of Terror" e "The Enterprise Incident" de Star Trek: The Original Series. Existia um desejo de fazê-los parecer diferente dos vulcanos, com a aparência normal dos romulanos sendo mais agressiva e belicosa. Westmore desenvolveu próteses de testa, tomando cuidado para que o visual não ficasse parecido com neandertais. Diferentemente do que fora feito com os klingons, em que próteses individuais únicas foram criadas, vários desenhos padrão foram criados.
A ave de guerra romulana também fez sua primeira aparição em "The Neutral Zone". Foi o último desenho criado por Andrew Probert para a franquia Star Trek. Ele anteriormente tinha projetado a USS Enterprise de Star Trek: The Motion Picture e a Enterprise de The Next Generation. A natureza com dois cascos da nave estelar surgiu nos primeiros desenhos, mas as asas originalmente eram verticais em vez de horizontais. A nave foi criada deliberadamente para ser maior do que a Enterprise.

## Repercussão

### Audiência
"The Neutral Zone" foi exibido pela primeira vez nos Estados Unidos por redifusão na semana que começou em 16 de maio de 1988. Teve um índice Nielsen de 10,2, refletindo a porcentagem das residências que assistiram ao episódio durante o horário. Isto foi a maior audiência da série desde "Symbiosis", quatro episódios antes.

### Crítica
Keith R. A. DeCandido da Reactor achou que nenhum dos dois enredos funcionava, dizendo que a "moralização presunçosa em relação aos três refugiados do século XX é um pouco exagerada" e que a aparição dos romulanos tentou muito lembrar sua estreia em "Balance of Terror". De forma geral, DeCandido achou que "nada realmente acontece" e que a "primeira temporada termina não com um estrondo, mas com um gemido". Zack Handlen da The A.V. Club achou que "Conspiracy", o episódio anterior, teria sido uma conclusão melhor para a temporada, pois apesar de "The Neutral Zone" não ter sido o pior, ele "pode ser o mais frustrante, porque tem duas histórias". Handlen achou que o enredo envolvendo os romulanos sozinho teria sido o suficiente, descrevendo o enredo envolvendo os sobreviventes criônicos como um "alívio cômico extremamente doloroso".
R. L. Shaffer da IGN gostou da reintrodução dos romulanos e disse que sua história era "fascinante", porém que "frustrantemente às vezes" o foco era desviado para os cidadãos do século XX. Shaffer achou que Picard estava muito ranzinza e que havia muita história para ser contada em um único episódio, achando que teria sido melhor dividi-lo em dois. Jamahl Epsicokhan da Jammer's Reviews achou que os roteiristas filmaram duas histórias completamente diferentes "sem se preocuparem em desenvolver um roteiro para qualquer um deles que cumprisse os requisitos para um episódio real de televisão". Epsicokhan achou que nenhuma das histórias valia a pena, com a parte dos romulanos existindo apenas para dizer aos telespectadores que eles estão de volta e que aquelas das pessoas do século XX tinha personagens "excepcionalmente desinteressantes".

## Mídia caseira
A primeira vez que "The Neutral Zone" foi disponibilizado em mídia caseira foi em 26 de maio de 1993 quando foi lançado no formato VHS nos Estados Unidos e Canadá. Foi lançado em LaserDisc no Japão em 9 de outubro de 1995 como parte da coleção da segunda metade da primeira temporada. Foi lançado em DVD em 26 de março de 2002 como parte da coleção completa da primeira temporada. Foi remasterizado e lançado em Blu-ray em 24 de julho de 2012 como parte da coleção da primeira temporada.